# Capacidad de agua disponible
La capacidad de agua disponible es la cantidad de agua que se puede almacenar en un perfil de suelo y estar disponible para el crecimiento de cultivos. También se conoce como contenido de agua disponible (AWC), perfil de agua disponible (PAW)  o agua total disponible (TAW).
El concepto, propuesto por Frank Veihmeyer y Arthur Hendrickson, asumió que el agua fácilmente disponible para las plantas es la diferencia entre el contenido de agua (θa) del suelo en la capacidad de campo (θfc) y el punto de marchitez permanente (θpwp):
{\displaystyle \theta _{a}=\theta _{fc}-\theta _{pwp}}
Se ha criticado que los términos FC y PWP nunca se definieron claramente y que el agua del suelo nunca está igualmente disponible dentro de este rango.
Además, se ha argumentado también que el concepto de disponibilidad es demasiado simplificado, dado que involucra dos nociones: 
1. La capacidad de la raíz de la planta para absorber y utilizar el agua con la que está en contacto.
2. La preparación o velocidad con la que el agua del suelo se mueve para reemplazar la que ha sido utilizada por la planta.

El agua disponible para las plantas en suelos arenosos se puede incrementar mediante la presencia de arcilla sepiolita